# Мікротрон

Схема класичного мікротрона

Розрізний мікротрон

Мікротрон (прискорювач зі змінною кратністю) — тип резонансних циклічних прискорювачів електронів. У мікротроні ведуче магнітне поле і частота прискорювального поля постійні (як у циклотроні), однак період обігу згустку на кожному оберті змінюється, так щоб кожен раз частинки приходили в прискорювальний зазор у правильній фазі високочастотного електричного поля.

## Принцип дії
Класичний мікротрон, ідею якого було запропоновано у 1944 році Володимиром Векслером, являє собою круглий дипольний магніт, але на відміну від циклотрона частинки інжектуються не в центрі, а скраю, де встановлено порожнисті прискорювальні електроди. Далі частинки рухаються по колах все більшого радіуса, отримуючи на кожному оберті такий приріст енергії, щоб нова частота обертання знову була кратна частоті ВЧ-системи. Така зміна частоти обертання можлива лише для ультрарелятивістських частинок (тому мікротрон використовується для легких частинок, електронів), в той час як в застосовуваному для нерелятивістських йонів циклотроні частота обертання не залежить від енергії. Обмеженням енергії у мікротроні є розмір електромагніту, що створює ведуче поле.
Прискорювальне електромагнітне поле має частоту мікрохвильового діапазону і як джерело енергії найчастіше використовується магнетрон. Виведення пучка прискорених частинок виконується з довільної орбіти мікротрона за допомогою магнітоекрануючого каналу (сталевої трубки).

## Розрізний мікротрон
Модифікація класичного мікротрона — розрізний або рейстрек-мікротрон. У ньому є два 180-градусних дипольних магніти («магнітне дзеркало»), а між ними — прямолінійні проміжки з прискорювальною ВЧ-системою та іншими елементами. Для компактності, орбіта пучка на різних обертах може бути на прямолінійній ділянці рознесена в різні вакуумні камери.

## Деякі мікротрони
Найбільший у світі мікротрон — останній ступінь прискорювального комплексу MAMI у Майнцькому університеті, Німеччина. Комплекс складається з 3.5 МеВ інжектора і каскаду з чотирьох мікротронів, останній з яких має енергію 1.5 ГеВ на випуску.
У Фізичному інституті ім. П. Н. Лебедєва РАН у Москві в даний час йде запуск 55 МеВ мікротрона. Цей мікротрон слугуватиме джерелом гамма-випромінювання для виявлення вибухових речовин.